# Espoo
Espoo (IPA: /ˈespoː/; på svensk Esbo) er en by på Finlands sydkyst. Den er en del af Helsinki med forstæder sammen med Helsinki, Vantaa og Kauniainen. Esbo Kommune grænser mod øst op til Helsinki og Vantaa, mens Kauniainen er en enklave i Espoo. Andre nabokommuner er Nurmijärvi og Vichtis mod nord og Kirkkonummi mod vest. Nationalparken Nuuksio ligger i det nordvestlige Esbo.
Esbo Kommunes areal er 528 km², heraf 312 km² land. Indbyggertallet er 229.443 (31. juli 2005), hvilket gør byen til Finlands næststørste, kun overgået af Helsinki.
Samtidig med at byen udvikles, har det altid været et mål at bevare naturen. Dette har ført til dannelsen af adskillige lokale områdecentre. Esbo Kommune er derfor inddelt i følgende hovedområder (administrative centre): Esbo centrum, Esboviken, Kalajärvi, Köklax, Alberga, Mattby-Olars og Hagalund.
Denne decentraliserede struktur har medført, at Espoo spøgefuldt bliver kaldt "Finlands eneste motorvej med byprivilegier". Et andet øgenavn er "Finlands Los Angeles", hvilket henviser til at byen ikke har noget decideret centrum men mange små områdecentre, ligesom Los Angeles.
Helsingfors Tekniske Universitet ligger i Otnäs i Esbo sammen med et fremadstormende forskningserhverv, der inkluderer små opstartsvirksomheder og organisationer som f.eks. VTT – Finlands Tekniske Forskningscenter. Telekommunikationsfirmaet Nokia opererer fra Keilaranta (og fra Karamalmi) i Esbo, ligesom andre high tech-firmaer som Kone, Fortum og mobiltelefondelen af Elisa Oyj.

## Historie
Navnet Esbo kommer sandsynligvis af den gamle navne for floden Esbo, Espå (eller Espåå), som igen kommer af det svenske ord äspe, eller asp. Navnet kendes første gang fra 1431.
De første indbyggere i området ankom for ca. 9.000 år siden, men en permanent boplads blev først grundlagt i det 12. og 13. århundrede. "Kongevejen", der passer gennem Esbo på vej fra Åbo til Viborg, er fra det 13. århundrede. Den ældste bevarede bygning i Esbo, Esbo Kirke, er fra 1490'erne. Det administrative center Esbo centrum er vokset op omkring kirken og jernbanestationen.
I 1920 var Esbo en landkommune med omkring 9.000 indbyggere, og 70 % af befolkningen var svensktalende. Landbrug var hovederhvervet og beskæftigede 75 % af indbyggerne. Kauniainen (Grankulla) blev adskilt fra Esbo i 1920.
| Espoo Befolkning Taskutilasto - Espoon kaupunki Arkiveret 12. februar 2012 hos Wayback Machine |         |
| 1950                                                                                           | 22.878  |
| 1960                                                                                           | 53.042  |
| 1970                                                                                           | 92.655  |
| 1975                                                                                           | 120.632 |
| 1980                                                                                           | 137.409 |
| 1985                                                                                           | 156.778 |
| 1990                                                                                           | 172.629 |
| 1995                                                                                           | 193.754 |
| 2000                                                                                           | 213.271 |
| 2005                                                                                           | 229.443 |

Espoo begyndte at vokse kraftigt i 1940'erne og 50'erne, og kommunen udviklede sig hurtigt til en fuldt udviklet industriby, og fik byrettigheder i 1972. På grund af den korte vej til Helsinki blev Espoo hurtigt populær blandt folk, der arbejdede i hovedstaden. På 50 år, fra 1950 til 2000, voksede befolkningstallet fra 22.000 til 210.000. Og befolkningsvæksten fortsætter, dog i noget lavere tempo. I dag er hovedparten af indbyggerne finsktalende.

## Demografi
Fordelingen af nationaliteter i befolkningen pr. 1. januar 2005 var: Finner (95,7 %), andre (4,3 %). Religionsfordelingen var: Lutheranere (78,1 %), græsk-ortodokse (1,2 %), andre religioner (1,4 %), ingen religion (19,2 %).
Fordelingen af indbyggere i Espoos syv områder i 2005:
| Område        | Befolkning |
| ------------- | ---------- |
| Leppävaara    | 56.570     |
| Espoonlahti   | 47.382     |
| Tapiola       | 41.565     |
| Matinkylä     | 32,635     |
| Vanha-Espoo   | 31.694     |
| Pohjois-Espoo | 9.133      |
| Kauklahti     | 5.506      |

I Esbo findes flere højindkomstområder. Seks ud af de 10 postnumre i Finland med højst gennemsnitsindkomst, findes i Esbo.

## Bydistrikter
Dette er ikke en komplet liste; kun de vigtigste bydele i Espoo er medtaget
| - Espoon keskus - Espoonlahti - Haukilahti - Järvenperä - Kalajärvi - Kauklahti - Kilo - Kivenlahti - Laaksolahti - Laurinlahti - Leppävaara - Lintuvaara - Lippajärvi | - Mankkaa - Matinkylä - Nöykkiö - Olari - Otaniemi - Pohjois-Tapiola - Soukka - Tapiola - Viherlaakso - Westend |

## Berømte mennesker fra Espoo
- Kimi Räikkönen, Formel 1-kører
- Jaska Raatikainen, trommeslager i Children of Bodom
- Antti Kasvio, svømmer
- Jere Lehtinen, ishockeyforward
- Jami Puustinen, fodboldspiller
- Janne Saarinen, fodboldspiller
- J.J. Lehto, Formel 1-kører
- Alexi Laiho, lead guitarist i Children of Bodom
- Matti Lehikoinen, professionel downhill mountainbikerytter på Team GCross Honda
- Aki Hakala, trommeslager i The Rasmus
- Henkka Seppälä, bassist i Children of Bodom
- Janne Wirman, keyboardspiller of Children of Bodom

## Espoos søsterbyer
- Esztergom, Ungarn
- Gatchina, Rusland
- Kristianstad, Sverige
- Køge, Danmark
- Kongsberg, Norge
- Nõmme, Estland
- Sauðárkrókur, Island
- Sochi, Rusland